# (32703) 2087 T-2
2087 T-2 (asteroide 32703) é um asteroide da cintura principal. Possui uma excentricidade de 0.10830970 e uma inclinação de 4.18822º.
Este asteroide foi descoberto no dia 29 de setembro de 1973 por Cornelis Johannes van Houten e Ingrid van Houten-Groeneveld e Tom Gehrels em Palomar.